# Peter Schilling
Pierre Michael (Peter) Schilling (Stuttgart, 28 januari 1956) is een Duitse zanger uit de Neue Deutsche Welle. Hij is in Nederland en België vooral bekend van het nummer Major Tom (völlig losgelöst) uit 1982, dat gebaseerd is op het door David Bowie in het nummer Space Oddity beschreven verhaal over een gelijknamig personage.

## Jeugd en opleiding
Peter Schilling groeide op onder moeilijke omstandigheden. Zijn eerste levensjaren bracht hij door in een weeshuis. Daarna ging hij bij zijn moeder wonen in een kleine woning in Stuttgart. Omdat hij door haar werd mishandeld, kreeg zijn grootmoeder het zorgrecht, toen hij 14 jaar oud was. Zijn vader heeft hij nooit leren kennen.
Schilling toonde al vroeg zijn talenten op het gebied van voetbal en muziek. Als 15-jarige kreeg hij een aanbod van VfB Stuttgart in de vorm van een precontract. Bovendien lag er ook een aanbod klaar voor een platencontract, waarvoor hij uiteindelijk koos. Naast de muziek voltooide hij in zijn jeugd een opleiding tot reisbureaukoopman. Nadat hij had gespeeld in diverse rockbands, kandideerde hij voor de castingshow Talentschuppen met Katja Ebstein als jurylid en bij WEA Records, een labelverband van Warner Music, Elektra Records en Atlantic Records. Ook begeleidde hij Jürgen Drews op zijn tournees of werkte hij bij de marketing van Fleetwood Mac.

## Carrière
In 1979 verscheen onder zijn echte naam Pierre Schilling zijn eerste single Gib her das Ding. In 1981 produceerde hij zijn eerste LP Fehler im System en tekende in 1982 een contract bij WEA Records. Eind 1982 publiceerde hij de nummer 1-hit Major Tom (völlig losgelöst). De opvolger Die Wüste lebt scoorde in de zomer van 1983 een 7e plaats in Duitsland en een 5e plaats in Zwitserland. Met de Engelse versie van Major Tom (Coming Home) plaatste hij zich in de herfst van 1983 op de 14e plaats van de Amerikaanse Billboard-charts. Het nummer Terra Titanic belandde in het midden van 1984 op de 26e plaats van de Duitse charts.
In het begin van 1989 werd in de Verenigde Staten het album The Different Story (The World of Lust and Crime) gepubliceerd. Het album presenteerde enkele songs uit Error in the System en Things to Come. Nieuw was de titel The Different Story, die was ontstaan in samenwerking met Hubert Kah en Michael Cretu.
Nadat hij tussentijds naar New York was verhuisd, kreeg hij in 1989 een burn-out, had een bijna-doodervaring door een ernstige vorm van astma en verzocht daarom tot ontbinding van al zijn platencontracten.
In 1996 startte hij een bijproject, genaamd Space Pilots, met de hit Trip to Orion, die qua inhoud is gebaseerd op de eerste Duitse sciencefiction-televisieserie Raumschiff Orion. Ter gelegenheid van zijn 43e verjaardag verscheen in augustus 1999 het Best Of-album Von Anfang an bis jetzt…. Meerdere instrumenten op dit album bespeelde hij zelf, ook het arrangement en de productie kwamen uit de eigen geluidsstudio.
Na een muzikale lijdensweg met optredens op partijen en in warenhuizen trad Schilling sinds 2002 weer op met een band in hallen met tot 3000 luisteraars en publiceerde hij adviserende literatuur. In 2005 verscheen een boek van Schilling, het als mannenraadgever gekenmerkte werk Lustfaktor-Wellness – Das Wohlfühlmanagement für den Mann. In 2007 publiceerde hij parallel aan het gelijknamige album Emotionen sind männlich een tweede boek. In 2008 vierde hij op jubileumsconcerten 25 Jahre völlig losgelöst. Hiervoor daalde hij bijvoorbeeld af in een mijn op 800 meter diepte, waar een uitverkocht concert plaatsvond. Sinds 2010 gaat Schilling weer live op tournee en publiceerde het album Neu und Live 2010.
Sinds mei 2011 is hij ambassadeur van de Deutsche Kinderschutzbund. Zo kwam ook een optreden met scholieren van het Erfurter gymnasium tot stand. De betrokkenheid bij de Deutsche Kinderschutzbund staat onder andere voor de achtergrond van zijn moeilijke kindertijd. Schilling gaf in 2012 enkele live-concerten. In 2013 verscheen zijn derde boek, een autobiografische raadgever met de titel Völlig losgelöst. Mein langer Weg zum Selbstwert – Vom Burnout zurück ins Leben.

## Privéleven
Peter Schilling woont tegenwoordig in München en is nog steeds als muzikant, maar ook als boekauteur werkzaam.

## Discografie

### Albums
- 1982: Fehler im System
- 1983: Error In The System
- 1984: 120 Grad
- 1985: Things To Come
- 1989: The Different Story - The World Of Lust And Crime
- 1993: Geheime Macht
- 2003: Raumnot 6 vs. 6
- 2004: Zeitsprung
- 2005: Delight Factor Wellness
- 2006: Das Prinzip Mensch
- 2007: Emotionen sind männlich
- 2010: Neu & Live
- 2014: DNA

### Singles
- 1979: Gib her das Ding / Frei sein ist schön (als Pierre Schilling)
- 1980: Heut ist was los auf der Autobahn / Sweet Sixteen (als Pierre Schilling)
- 1981: Lied an Dich / Lampenfieber (als Pierre Schilling)
- 1982: Major Tom (völlig losgelöst)
- 1983: Die Wüste lebt
- 1983: Fehler im System
- 1983: Major Tom (Coming Home)
- 1984: Terra Titanic
- 1984: Hitze der Nacht
- 1985: Region 804
- 1986: Ich vermisse Dich / Für immer jung
- 1986: All The Love I Need / In My Youth
- 1986: Alles endet bei Dir / Wonderful World
- 1989: The Different Story (World Of Lust And Crime)
- 1992: Zug um Zug
- 1992: Bild der Dunkelheit
- 1993: Viel zu heiß
- 1994: Major Tom 94 (zowel in het Duits als in het Engels uitgebracht)
- 1994: Sonne, Mond und Sterne
- 1995: Terra Titanic (1995 remixes)
- 1996: Trip To Orion (met de Space Pilots)
- 2000: Kingdom Of Rain (Als M*Period)
- 2003: Terra Titanic 2003
- 2003: Raumnot
- 2003: Sonne, Mond und Sterne 2003
- 2003: Major Tom 2003
- 2004: Experiment Erde
- 2005: Weit weg
- 2005: Der menschliche Faktor (Remixes)
- 2006: Es gibt keine Sehnsucht
- ####: The Noah Plan
- 2024: Major Tom (Huttese Version, Star Wars: Skeleton Crew)

### NPO Radio 2 Top 2000
| Nummer met noteringen in de NPO Radio 2 Top 2000 | '18  | '19  | '20 | '21 | '22 | '23 | '24 |
| ------------------------------------------------ | ---- | ---- | --- | --- | --- | --- | --- |
| Major Tom (Völlig losgelöst)                     | 1559 | 1385 | 848 | 760 | 799 | 705 | 487 |

1. ↑  Een vetgedrukt getal geeft de hoogste notering aan.
2. ↑  2018 was het eerste jaar met een notering voor dit nummer.

- Bibliothèque nationale de France: cb13899486n (data)
- Gemeinsame Normdatei: 130389501
- International Standard Name Identifier: 0000 0000 7367 2124
- Library of Congress Control Number: n93092267
- MusicBrainz: bc6be178-3933-44ad-88a7-fde1a160bc29
- Nationale Bibliotheek van Tsjechië: pna20231187985
- Virtual International Authority File: 77420491
- WorldCat: E39PBJmhQddQVWXqRrKKVXjDMP